# Eremanthus
 Eremanthus  Less., 1829 è un genere di piante angiosperme dicotiledoni della famiglia delle Asteraceae.

## Etimologia
Il nome scientifico del genere è stato definito per la prima volta dal botanico Christian Friedrich Lessing (1809-1862) nella pubblicazione " Linnaea; Ein Journal für die Botanik in ihrem ganzen Umfange. Berlin" (  Linnaea 4(3): 317) del 1829.

## Descrizione

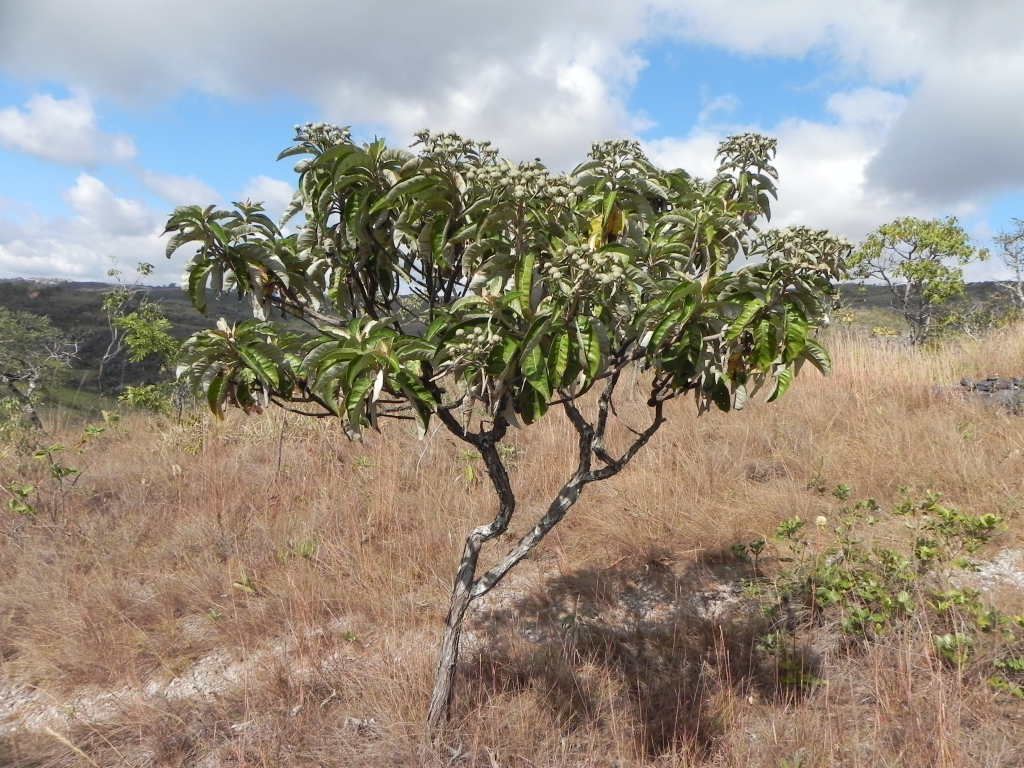
Il portamento
Eremanthus incanus

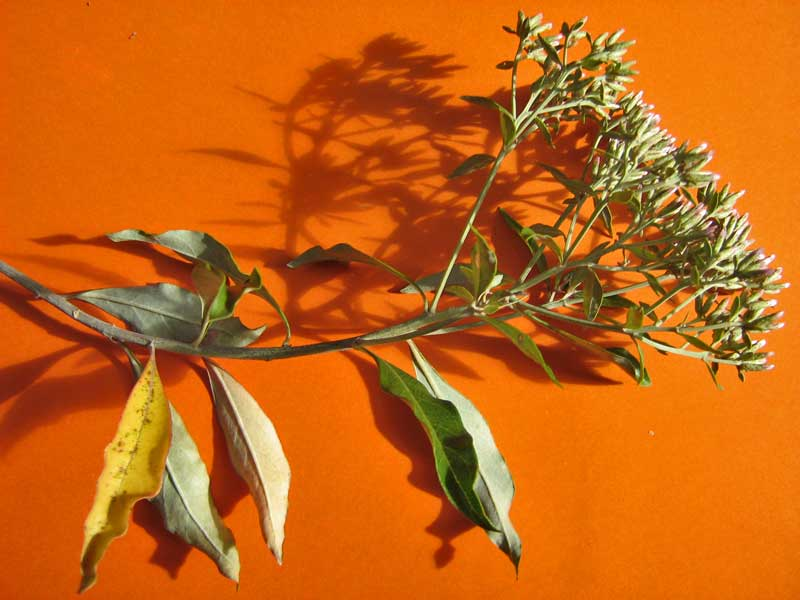
Le foglie
Eremanthus capitatus

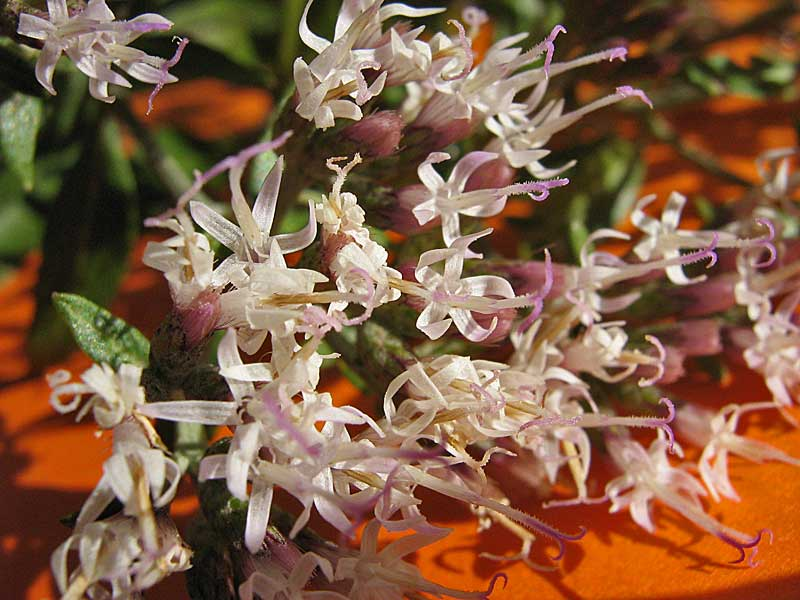
Infiorescenza
Eremanthus capitatus

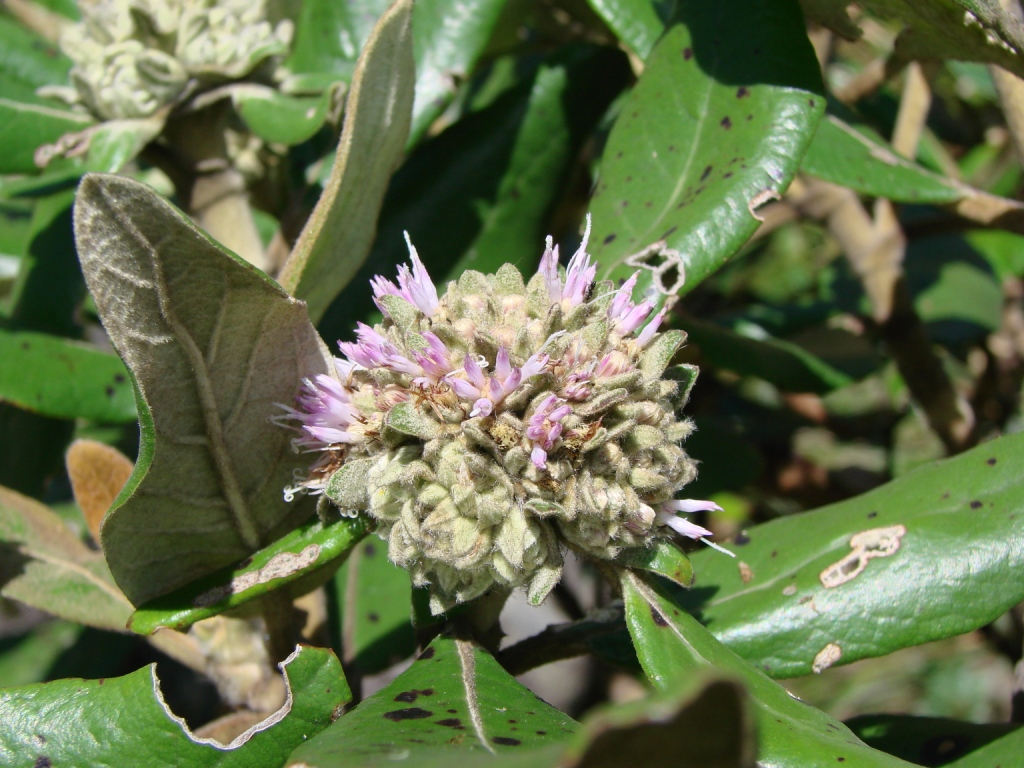
I fiori
Eremanthus harleyi

Le specie di questa voce sono delle piante con cicli biologici perenni con habitus di tipo piccolo-arboreo (raramente sono presenti arbusti). I fusti sono ramificati mediamente. L'indumento varia da pubescente per peli del tipo stellato (tricomi a 3 - 5 braccia) a lepidoto (superficie lucente a causa di peli a forma di scudo o squame). Gli organi interni di queste piante contengono lattoni sesquiterpenici.
Le foglie lungo il caule sono disposte in modo alterno e variamente sessili/picciolate senza guaina. La forma è intera e per lo più lanceolata più o meno stretta con apici acuti e base attenuata. I margini generalmente sono interi appena ondulati (ma non revoluti). La consistenza varia da fortemente coriacea a cartacea (la superficie può essere lucente) generalmente scolorita. Le venature sono pennate o disposte in modo sublongitudinale.
Le infiorescenze, terminali e peduncolate, sono formate da uno o più capolini sessili raggruppati in densi glomeruli. Sono presenti strutture di tipo "sincefalio" (di secondo ordine), talvolta con un involucro secondario. I capolini sono composti da un involucro da cilindrico a obconico (raramente a forma ovoidale o campanulata) formato da 10 - 40 brattee fortemente embricate e scalate su 4 - 7 serie che fanno da protezione al ricettacolo sul quale s'inseriscono i fiori tubulosi. Le brattee sono persistenti (raramente decidue eventualmente quelle più interne) e pubescenti. Il ricettacolo normalmente è nudo (senza pagliette) o fimbriato.
I fiori, da 1 a 11 per capolino, sono tetra-ciclici (ossia sono presenti 4 verticilli: calice – corolla – androceo – gineceo) e pentameri (ogni verticillo ha in genere 5 elementi). I fiori sono inoltre ermafroditi e actinomorfi (raramente possono essere zigomorfi).
- Formula fiorale:

*/x K {\displaystyle \infty }, [C (5), A (5)], G 2 (infero), achenio
- Calice: i sepali del calice sono ridotti ad una coroncina di squame.
- Corolla: le corolle sono formate da un corto tubo (o lungo in alcune specie) terminante in 5 lobi; il colore varia da viola a biancastro; la superficie è glabra (raramente pubescente).
- Androceo: gli stami sono 5 con filamenti liberi e distinti, mentre le antere sono saldate in un manicotto (o tubo) circondante lo stilo.[11] Le antere, sagittate e sprovviste di ghiandole, sono speronate e alla base sono arrotondate; le appendici apicali in genere sono glabre e indurite. Il polline è tricolporato (con tre aperture sia di tipo a fessura che tipo isodiametrica o poro), echinato (con punte) e non "lophato".[12]
- Gineceo: lo stilo è filiforme e privo di nodi. Gli stigmi dello stilo sono due divergenti con la superficie stigmatica posizionata internamente (vicino alla base). La pubescenza è del tipo a spazzola con peli appuntiti e spesso settati.[13] L'ovario è infero uniloculare formato da 2 carpelli.

I frutti sono degli acheni con pappo. Gli acheni, a forma da cilindrica a spiraleggiante (raramente sono prismatici), hanno 3 - 4 angoli o 10 - 20 coste con la superficie glabra, sericea o con ghiandole. All'interno si può trovare del tessuto di tipo idioblasto e rafidi di tipo subquadrato; raramente è presente il tessuto tipo fitomelanina. Il pappo, su 3 - 5 serie, è formato da setole da ampie a capillari.

## Biologia
- Impollinazione: l'impollinazione avviene tramite insetti (impollinazione entomogama tramite farfalle diurne e notturne).
- Riproduzione: la fecondazione avviene fondamentalmente tramite l'impollinazione dei fiori (vedi sopra).
- Dispersione: i semi (gli acheni) cadendo a terra sono successivamente dispersi soprattutto da insetti tipo formiche (disseminazione mirmecoria). In questo tipo di piante avviene anche un altro tipo di dispersione: zoocoria. Infatti gli uncini delle brattee dell'involucro si agganciano ai peli degli animali di passaggio disperdendo così anche su lunghe distanze i semi della pianta.

## Distribuzione e habitat
La distribuzione delle piante di questa voce è relativa all'America del Sud.

## Tassonomia
La famiglia di appartenenza di questa voce (Asteraceae o Compositae, nomen conservandum) probabilmente originaria del Sud America, è la più numerosa del mondo vegetale, comprende oltre 23.000 specie distribuite su 1.535 generi, oppure 22.750 specie e 1.530 generi secondo altre fonti (una delle checklist più aggiornata elenca fino a 1.679 generi). La famiglia attualmente (2021) è divisa in 16 sottofamiglie.

### Filogenesi
Le specie di questo gruppo appartengono alla sottotribù Lychnophorinae descritta all'interno della tribù Vernonieae Cass. della sottofamiglia Vernonioideae Lindl.. Questa classificazione è stata ottenuta ultimamente con le analisi del DNA delle varie specie del gruppo. Da un punto di vista filogenetico in base alle ultime analisi sul DNA la tribù Vernonieae è risultata divisa in due grandi cladi: Muovo Mondo e Vecchio Mondo. I generi di Lychnophorinae appartengono al clade relativo all'America.
La sottotribù, e quindi i suoi generi, si distingue per i seguenti caratteri:
- le infiorescenze raramente sono spicate (a forma di spiga);
- i capolini in genere sono grandi;
- le corolle sono prive di ghiandole stipitate;
- il polline non è "lophato";
- negli acheni sono sempre presenti i rafidi di tipo subquadrato.

In precedenza la tribù Vernonieae, e quindi la sottotribù (Lychnophorinae) di questo genere, era descritta all'interno della sottofamiglia Cichorioideae. Nell'ambito della tribù, la sottotribù Lychnophorinae occupa, da un punto di vista filogenetico, una posizione vicina al "core" (si è evoluta tardivamente rispetto alle altre sottotribù) ed è vicina alle sottotribù Vernoninae e Chrestinae. Questo genere, nella filogenesi della sottotribù, occupa il "core" della sottotribù (è l'ultimo genere che si è separato) e insieme al genere Lychnophora Mart. forma un "gruppo fratello".
I caratteri distintivi per le specie di questo genere ( Eremanthus) sono:
- l'habitus è piccolo-arboreo;
- la superficie superiore delle foglie può essere piana o rugosa con margini piatti;
- le infiorescenze, terminali, sono formate da capolini raggruppati in densi glomeruli;
- il pappo è multiseriato.

Il numero cromosomico delle specie di questo genere è: 2n = 30, 34 e 36.

### Elenco delle specie
Questo genere ha 24 specie:
- Eremanthus arboreus (Gardner) MacLeish
- Eremanthus argenteus  MacLeish & H.Schumach.
- Eremanthus auriculatus  MacLeish & H.Schumach.
- Eremanthus brasiliensis  (Gardner) MacLeish
- Eremanthus brevifolius  Loeuille
- Eremanthus capitatus  (Spreng.) MacLeish
- Eremanthus cinctus  Baker
- Eremanthus crotonoides  (DC.) Sch.Bip.
- Eremanthus elaeagnus  (Mart. ex DC.) Sch.Bip.
- Eremanthus erythropappus  (DC.) MacLeish
- Eremanthus glomerulatus  Less.
- Eremanthus goyazensis  (Gardner) Sch.Bip.
- Eremanthus hatschbachii  H.Rob.
- Eremanthus incanus  Less.
- Eremanthus mattogrossensis  Kuntze
- Eremanthus mollis  Sch.Bip.
- Eremanthus ovatifolius  Loeuille & Pirani
- Eremanthus polycephalus  (DC.) MacLeish
- Eremanthus praetermissus  Loeuille & Pirani
- Eremanthus reticulatus  (Gardner) Loeuille, Semir & Pirani
- Eremanthus rondoniensis  MacLeish & H.Schumach.
- Eremanthus syncephalus  (Sch.Bip.) Loeuille, Semir & Pirani
- Eremanthus uniflorus  MacLeish & H.Schumach.
- Eremanthus veadeiroensis  H.Rob.

La specie Eremanthus crotonoides (DC.) Sch.Bip., tradizionalmente inclusa in questo genere, in base alle ultime ricerche di tipo filogenetico risulta isolata, rispetto al resto delle specie del genere, e in posizione piuttosto "basale" vicina al genere Gorceixia con il quale condivide diversi caratteri. Questa specie ha i seguenti caratteri:
- l'indumento è composta da peli stellati a 3 - 5 braccia con pedicelli lunghi;
- i capolini sono formati da 3 - 5 fiori;
- il pappo è rossastro.

### Sinonimi
Sono elencati alcuni sinonimi per questa entità:
- Laxopetalum Pohl ex Baker
- Vanillosmopsis Sch.Bip.